# Piastowie bytomsko-kozielscy
Piastowie bytomsko-kozielscy – linia dynastii Piastów śląskich zapoczątkowana przez Kazimierza bytomskiego, panująca w księstwach bytomskim i kozielskim oraz w Siewierzu i Toszku. Ostatnim męskim przedstawicielem rodu był Bolesław bytomski, książę bytomsko-kozielski (zm. 1354 lub 1355), a linia żeńska wygasła na Bolce bytomskiej, najmłodszej córce Bolesława, ok. 1427/1428.

## Drzewo genealogiczne
- Kazimierz bytomski
  - Bolesław toszecki
  - Władysław bytomski
    - Kazimierz kozielski
    - Bolesław bytomski

  - Siemowit bytomski
  - Jerzy bytomski
  - Mieszko bytomski